# LHS 2520
LHS 2520 (также Gliese 3707) — звезда в созвездии Ворона. На основе измерений с Земли, её параллакс равен 77,93±2,41 угловых миллисекунд, что равно расстоянию 42±1 световых лет. Звезда слишком тусклая, чтобы иметь возможность измерить её параллакс спутником Hipparcos.
С видимой величиной 12,12m её свет слишком слаб, чтобы её можно было увидеть невооружённым глазом. LHS 2520 — красный карлик спектрального класса M3,5V, имеет температуру поверхности 3024 К. Масса составляет 0,19 массы Солнца, светимость — 0,002 светимости Солнца.

## Комиксы
В Action Comics #14 (Январь 2013), которые были опубликованы 7 ноября 2012, Нил Деграсс Тайсон упомянут в рассказе, в котором он определяет, что родная планета Супермена — Криптон, вращается вокруг LHS 2520. Тайсон помогал DC Comics в выборе реально существующей звезды, которая была бы подходящей по параметрам для системы в которой находится Криптон, и выбрал звезду в созвездии Ворона. Ворон так же является талисманом футбольной команды «Smallville Crows» школы, в которой учился Супермен.